# 笑福亭圓笑 (3代目)
3代目 笑福亭 圓笑（しょうふくてい えんしょう、1861年（文久元年） - 1933年（昭和8年）3月（日付未詳））は、明治から昭和にかけての上方落語の落語家（上方噺家）。2代目笑福亭福松の実兄。本名: 河合亀太郎。

## 来歴・人物
大坂の生まれで、生家は大阪島の内の「魚源」という料理屋だった。
初め盆龜と名乗り、盆廻しの元祖とされる。また、全身に見事な刺青があったことから、俗に「がまん亀」と呼ばれた。若いころからヘラヘラ踊りの一座に所属し裸になり刺青をちらっと見せかっぽれを踊って人気を得ていた。
1883年、3代目桂文吾（林家延玉）門下となり延笑を名乗る。桂派で活躍、次に1887年、3代目笑福亭松鶴門下で璃鶴、1890年ごろ、小松鶴となる。次いで1892年3代目桂藤兵衛の身内で桂藤原で藤明派に参加、藤明派解散後は桂派に復帰し1901年9月、新吟亭年誌、1903年頃、藤原年誌から1904年ごろ、藤原年史を経て、1908年1月、再度3代目松鶴の門で笑福亭圓生から1909年9月に3代目笑福亭圓笑を襲名した。
1925年頃まで高座に上がった。
享年73。法名は眞實院悟道圓笑居士で、墓所は新京極の誓願寺にある。
弟子に、笑福亭圓歌、2代目笑福亭福圓、笑福亭圓三郎。

## 芸風・人物
年史時代は音曲を得意とし、流行歌を高座で流して花街から人気を得た。踊りもうまかった。
京都の落語界では、桂藤兵衛なきあとに初代桂枝太郎とともに京桂派として重きをなした。『三十石』と得意とし、ほかによく演じた演目として『春雨茶屋』『二番煎じ』『疱瘡息子』『宿屋富』があった。『古今東西落語家事典』は「手堅い老巧な話しぶりであったという」という評を記している。
妻は新京極・富貴席の囃子方で「お駒」という名であった。
書画にすぐれたほか、三味線も習得していた。趣味では小鳥を飼育したり、絵葉書を集めたりした。神道大教大講義中教正にして、柔道と鍼灸の免許を持ち、易学にも造詣があった。落語相撲では「碇肩」の四股名を名乗った。
弁護士用の法廷衣を仕立て直して着たり、大きな風呂敷の真ん中に穴を開けたものを被ったりして街中を闊歩するなど、奇行の持ち主でもあった。